# Beatrice Lorenzin
Beatrice Lorenzin, née le 14 octobre 1971 à Rome, est une femme politique italienne, membre du Peuple de la liberté jusqu'au 15 novembre 2013, du Nouveau Centre-droit, d'Alternative populaire et enfin du Parti démocrate depuis 2019.

## Biographie
Beatrice Lorenzin devient ministre de la Santé du gouvernement Letta le 27 avril 2013. Le 28 septembre, elle présente sa démission, comme tous les ministres du PdL du gouvernement, pour protester contre la possible destitution de Silvio Berlusconi de son mandat de sénateur, non sans critiquer la frange non modérée du parti. Toutefois, les députés ayant renouvelé début octobre leur confiance lors d'un vote au gouvernement Letta, leur lettres de démissions sont refusées, et les ministres restent en poste.
Elle demeure ministre de la Santé dans le gouvernement Renzi le 22 février 2014 ainsi que dans le gouvernement Gentiloni le 12 décembre 2016.
En mai 2017, elle obtient le durcissement de la loi sur la vaccination (après que l'Italie a vu reculer sa couverture vaccinale à un niveau inférieur aux recommandations de l'OMS, le président du Conseil Paolo Gentiloni attribuant cela aux « thèses antivaccins »). Désormais, les Italiens doivent vacciner leurs enfants contre douze maladies afin de les inscrire à la crèche ou à l'école maternelle. Si à l'âge de six ans, l'enfant n'est pas vacciné, ils pourront l'inscrire à l'école primaire seulement si les parents paient une amende pouvant attendre 7 500 euros.